# Mendī
Mendī är en ort i Etiopien.   Den ligger i regionen Oromia, i den västra delen av landet, 400 km väster om huvudstaden Addis Abeba. Mendī ligger 1 665 meter över havet och antalet invånare är 25 239.
Terrängen runt Mendī är huvudsakligen platt, men åt nordväst är den kuperad. Mendī ligger uppe på en höjd. Runt Mendī är det ganska tätbefolkat, med 67 invånare per kvadratkilometer. Det finns inga andra samhällen i närheten. Omgivningarna runt Mendī är huvudsakligen savann.